# NGC 7596
إن جي سي 7596 (بالألمانية: NGC 7596) التي يرمز لها بالرمز NGC 7596، هي مجرة، في كوكبة الدلو.

## الاكتشاف
اكتشفت في 28 سبتمبر 1886، بواسطة Francis Preserved Leavenworth.